# Marià Aguilar i Casadevall
Marià Aguilar i Casadevall (Vic, Osona, 1810 - 1883) fou un bibliotecari episcopal català.

## Biografia
Estudià la carrera eclesiàstica al Seminari de Vic, ciutat on s'ordenà sacerdot (1833). Amplià estudis de filosofia a la UB, obtenint-hi el batxillerat el 1845 i una regència per impartir classes de Física i Química. Al mateix any d'ordenació, se li adjudicà el benefici de Nostra Senyora a la Catedral de Vic. L'any següent (1834) va entrar de catedràtic de Filosofia del Seminari de Vic. A més, va ser director del Col·legi de Segona Ensenyança de Vic (1845-1858), Prepòsit de l'Església de la Mercè (1847-1854) i director de la Biblioteca Episcopal (1847-1868).
Va ajudar Antoni Maria Claret en els primers passos de la Congregació dels Missioners i va entrar en l'Oratori de Sant Felip Neri (1854-1859). D'aquesta etapa de l'Oratori li ve el reconeixement com a orador, i especialment de les seves intervencions com a rector de la Mercè (1845-1854). Potser per això va ser l'orador escollit per exhortar els assistents en l'execució dels assassins de les noies de Folgueroles (1858). Davant dels reus ajusticiats pronuncià el Sensill discurs, que luego de ajusticiats los dos reos Pere Masferrer y Sebastiá Solá en lo mateix puesto ahont assessináren á sis noyas de Folgarolas, pronuncià lo Rt. P. Mariano Aguilar, altre dels sacerdots quels administráren los auxilis espirituals. Més tard, va ser regent de la Parròquia del Carme de Vic, període durant el qual acompanyà monges terciàries a socórrer els soldats ferits en la guerra d'Àfrica. Com a resultat d'aquest fet, Isabel II l'agracià amb un benefici de concordat (1868).

## Publicacions principals
Va escriure diverses obres, entre elles:
- Novena a la Sagrada Família (Ll. Anglada, Vic, 1864)
- Devota novena en memoria del desterro de Jesús, Nostre Senyor (Soler, Vic, 1866)
- Mes de setiembre dedicado a la consideración de los Dolores de Maria Santísima (Vic, Luís Barjau, 1873)
- Actes d'adoració a l'infant Jesús per lo temps de Nadal (Anglada, Vic, 1887)
- Reflexions devotas sobre lo hyme stabat mater dolorosa (Anglada, Vic, 1888)
- Mes de juny dedicat al Sacratíssim Cor de Jesús (Vic, Anglada, 1890

Però el que aixecà més polseguera va ser el Breu catecisme de Doctrina Religiosa y Católica que un pare desitjós de la salut espiritual de sa familia dona als seus fills. Extret del periodich de Madrid titulat La Voz de la Religion, y traduhit al catalá. (Tolosa, Vic, 1841), traduït per Aguilar i Marià Puigllat. Aquesta obra, a més d'exposar les beceroles del catolicisme vol combatre de forma popular l'influx del protestantisme i el poder polític del liberalisme. Aquest últim fet provocà que l'alcalde de Vic, Ramon Valls, els denunciés a les autoritats i en reclamés el segrest de la publicació. Els encausaren i el fiscal els demanà sis anys d'exili. Per resoldre el conflicte, Aguilar i Puigllat recorreren als bons oficis de l'influent amic Jaume Balmes i Urpià.